# Pierre Antoine Bénard-Lagrave
Pierre Antoine Marie Bénard-Lagrave est un homme politique français né le 31 mai 1754 à Calais (Pas-de-Calais) et décédé le 11 septembre 1808 à Saint-Omer (Pas-de-Calais).
Négociant à Calais, il est élu député du Pas-de-Calais au Conseil des Cinq-Cents le 24 vendémiaire an IV, prenant part aux discussions financières. Il est nommé sous-préfet de Saint-Omer en 1800.
Une rue porte son nom à Calais

## Sources
- « Pierre Antoine Bénard-Lagrave », dans Adolphe Robert et Gaston Cougny, Dictionnaire des parlementaires français, Edgar Bourloton, 1889-1891 [détail de l’édition]